# Чисаго (окръг, Минесота)
Окръг Чисаго (на английски: Chisago County) е окръг в щата Минесота, Съединени американски щати. Площта му е 1145 km², а населението - 50 257 души. Административен център е град Сентър Сити.